# Makarov-pisztoly
A Makarov-pisztoly, más néven PM, vagy PM–9 (ПМ – Пистолет Макарова) egy szovjet félautomata pisztoly, amelyet Nyikolaj Fjodorovics Makarov tervezett 1948-ban. A hidegháború időszakában a Szovjet Hadseregben és egyéb rendvédelmi szerveknél legelterjedtebben használt oldalfegyver volt. A keleti blokk egyes országaiban is gyártották.

## Története
A Szovjetunióban 1945-ben írtak ki pályázatot a TT-pisztoly leváltására. Az 1933-ban rendszeresített és a második világháborúban széleskörűen használt TT 1945-re elavult, megbízhatósága már nem felelt meg a kor követelményeinek, ezen kívül túl nehéz volt. A tulai CKB–14 tervezőirodában (ma: KBP) dolgozó Nyikolaj Makarov 1947-re a pályázatra két prototípust dolgozott ki. A TKB–412 típusjelű prototípus a TT-pisztolynál is alkalmazott 7,62×25 mm-es lőszert használta. A másik, TKB–429 típusjelű prototípushoz Makarov saját lőszert tervezett. A kifejlesztett új lőszer a Browning .380 ACP (vagy 9×17 mm) töltényén alapult, de a lövedék kialakítása és a geometriai méretek eltértek. A Makarov által kidolgozott 9×18 mm-es lőszert alkalmazó TKB–429 sikeresen szerepelt a lőtéri próbákon, így ezt a típust választották ki sorozatgyártásra. A PM, vagy PM–9 típusjelet kapott fegyvert 1951-ben rendszeresítették a Szovjet Hadseregben, majd ezt követően a rendvédelmi szerveknél. Oroszországban a Makarov-pisztolyt a 2003-tól gyártott Jarigin-pisztoly váltotta fel. A fegyver még napjainkban is igen elterjedt a szovjet utódállamokban. Csak a Szovjetunióban közel 2 millió darab készült belőle. A fegyvert gyártó, a Bajkal nevet is használó Izsmeh (az Izsmas része) még ma is gyártja egyes változtait.

## Szerkezeti kialakítása
A Makarov-pisztoly egy közepes méretű félautomata (öntöltő) maroklőfegyver. Szabad hátrasiklású, tömegzáras rendszerű fegyver. A kialakítása rendkívül egyszerű. Külsőre a német Walther PP-re hasonlít, de szerkezete eltérő, annál lényegesen egyszerűbb. Úgy alakították ki, hogy minden alkatrésze egynél több funkciót töltsön be. A cső rögzítése a Walter PP kialakítását követi, a tokba mereven van beépítve. A zár helyretoló rugója a cső körül helyezkedik el. A zár, és maga a fegyver is viszonylag nehéz a méretéhez képest. Ez nagyobb tehetetlenséggel párosul, így a viszonylag nagy energiájú 9×18 mm-es lőszernél is mérsékelt hátrarúgást biztosít. Elsütőszerkezete revolverező típusú. A fegyver szánakasztóval van felszerelve, az utolsó lőszer kilövése után a zár hátsó helyzetben marad. A tűzbiztosító karja a szán bal oldalán van. Biztosított helyzetben a felhúzott kakas a biztosítóra csapódik, az elsütőbillentyűt pedig nem lehet elhúzni. A biztosítót tüzelési helyzetbe kapcsolva a revolverező elsütőszerkezet segítségével a kakast az elsütőbillentyűvel lehet ismét felhúzni, majd kiváltani a lövést. A pisztoly szabadon mozgó ütőszeggel rendelkezik. Az eredeti Makarov-pisztoly tárjában 8 db lőszer fért el, de később készült hozzá 10 és 12 lőszert befogadó tár is.     

## Változatai
A pisztolyt a Szovjetunión kívül a keleti blokk több országában is gyártották. Készítették az NDK-ban, Bulgáriában és Kínában is, ezek a változatok teljesen megegyeztek az eredeti Makarov-pisztollyal. A bolgár változat kidolgozottsága és minősége azonban gyengébb.
A legelterjedtebb típusváltozata a PMM típusjelű pisztoly, amelyet a Makarov-pisztoly áttervezésével alakítottak ki. 1990-ben a pisztolyhoz új lőszert készítettek, amelynél növelték a lőpor mennyiségét. Ennek eredményeként a csőben lövéskor 25%-kal emelkedett a gáznyomás, és nőtt a lövedék kezdősebessége. Az új lőszer a 9 × 18 mm PMM típusjelet kapta. A PMM tárkapacitása 12 db-os, és más apróbb módosításokat is végeztek, például kényelmesebb markolatot és módosított huzagolást alkalmaztak. A PMM változat az eredeti Makarov-lőszer tüzelésére is alkalmas.
Az orosz Bajkal fegyvergyár polgári használatra, főként az USA-piacra IJ–170 néven gyártja a pisztolyt, a hagyományos és a növelt energiájú lőszerrel egyaránt, de elkészítették a .380 APC lőszert tüzelő változatát is. A Bajkal, ugyancsak amerikai exportra, gyártotta a fegyver légpisztoly-változatát MP645K típusjelzéssel. Ez a változat .177-es (4,5 mm-es) lőszert alkalmaz, a hajtógáz patronban tárolt szén-dioxid. A hajtógáz patronját a módosított tárban helyezték el. A fegyver külsőre megegyezik a Makarov-pisztollyal, és működésében is olyannyira élethű, hogy az elsütőszerkezete revolverező típusú.
A Bajkal a .380 ACP lőszerhez az IZS–71 típusjelű, valamint a 9 × 18 mm-es lőszerhez a Bajkal–422 típusjelű változatát napjainkban is gyártja. 
Lengyelországban és Magyarországon is gyártottak 9 × 18 mm-es Makarov-lőszert tüzelő pisztolyokat. A lengyel P–64 és P–83 típusok, valamint a magyar PA–63 külsőre sok hasonlóságot mutat a Makarov-pisztollyal, ezek azonban valójában nem a PM áttervezésével kialakított fegyverek, hanem a Walther PP pisztoly leszármazottai.

## Külső hivatkozások
- A fegyvert gyártó Izsmeh (Bajkal) fegyvergyár honlapja